# 上霍米尼鎮區 (北卡羅萊納州班康縣)
上霍米尼鎮區（英語：Upper Hominy Township）是位於美國北卡羅萊納州班康縣的一個鎮區。

## 地方資料
上霍米尼鎮區的面積為158.77平方千米，皆為陸地。根據2020年美國人口普查的數據，當地共有人口19467人，而人口密度為每平方千米122.61人。